# 別相信任何人
《別相信任何人》（英語：Before I Go to Sleep）是S·J·華森的第一本小說，在2011年春天出版。它是星期日泰晤士報和紐約時報的暢銷書且被翻成超過30種語言，並且也是法國、加拿大、保加利亞和荷蘭的暢銷書。它達到美國暢銷書排行榜第7名，是自從J·K·羅琳以來，英國作家首部小說的最佳排名。正體中文版由寂寞出版社代理發行。

## 故事簡介
一覺醒來，克莉絲汀不知道自己是誰，身在何方，更不知道枕邊人是誰。那枕邊人自稱班恩，是克莉絲汀的丈夫。他說他們1999年結婚，已經結婚14年，10年前一次意外，令她每天醒來都失去之前的記憶。一天，她接到一個叫奈許的醫師的電話，奈許告訴克莉絲汀這個月以來她開始寫日記，記下她每天想起過去的事。

## 改編電影
小說被改編為同名電影，由羅文·約菲執導，妮可·基嫚飾演克莉絲汀。電影於2013年2月在倫敦開拍。